# DJI
SZ DJI Technology Co., Ltd. ou Shenzhen DJI Sciences and Technologies Ltd. (chinês: 深圳大疆创新科技有限公司)  ou DJI (大疆创新;) é uma empresa de tecnologia chinesa com sede em Shenzhen, Guangdong, China. A empresa fabrica aeronaves remotamente tripuladas (chamadas de RPAs, veículos aéreos não tripulados ou drones) comerciais para diversas atividades. Também projeta e fabrica sistemas de câmeras, estabilizadores gimbal, sensores, sistemas de propulsão, software empresarial e sistemas de controle de vôo.
A DJI representa cerca de 70% do mercado mundial de aeronaves remotamente pilotadas de consumo em março de 2021. Sua tecnologia de RPAs para filmagem é amplamente utilizada nas indústrias de música, televisão e cinema. Os produtos também têm sido usados por militares e forças policiais, bem como por grupos terroristas, apesar da empresa tomar medidas para limitar o acesso destes.
Instituições governamentais dos EUA proibiram o uso de produtos DJI, mas em 2020 várias agências continuavam a usar. Em dezembro de 2021, o Departamento do Tesouro dos Estados Unidos proibiu o investimento na DJI por indivíduos e entidades norte-americanas, acusando a empresa de cumplicidade no auxílio ao genocídio uigur. Suas aeronaves também são amplamente utilizados na invasão russa da Ucrânia como armas por ambas as partes na guerra.

## História

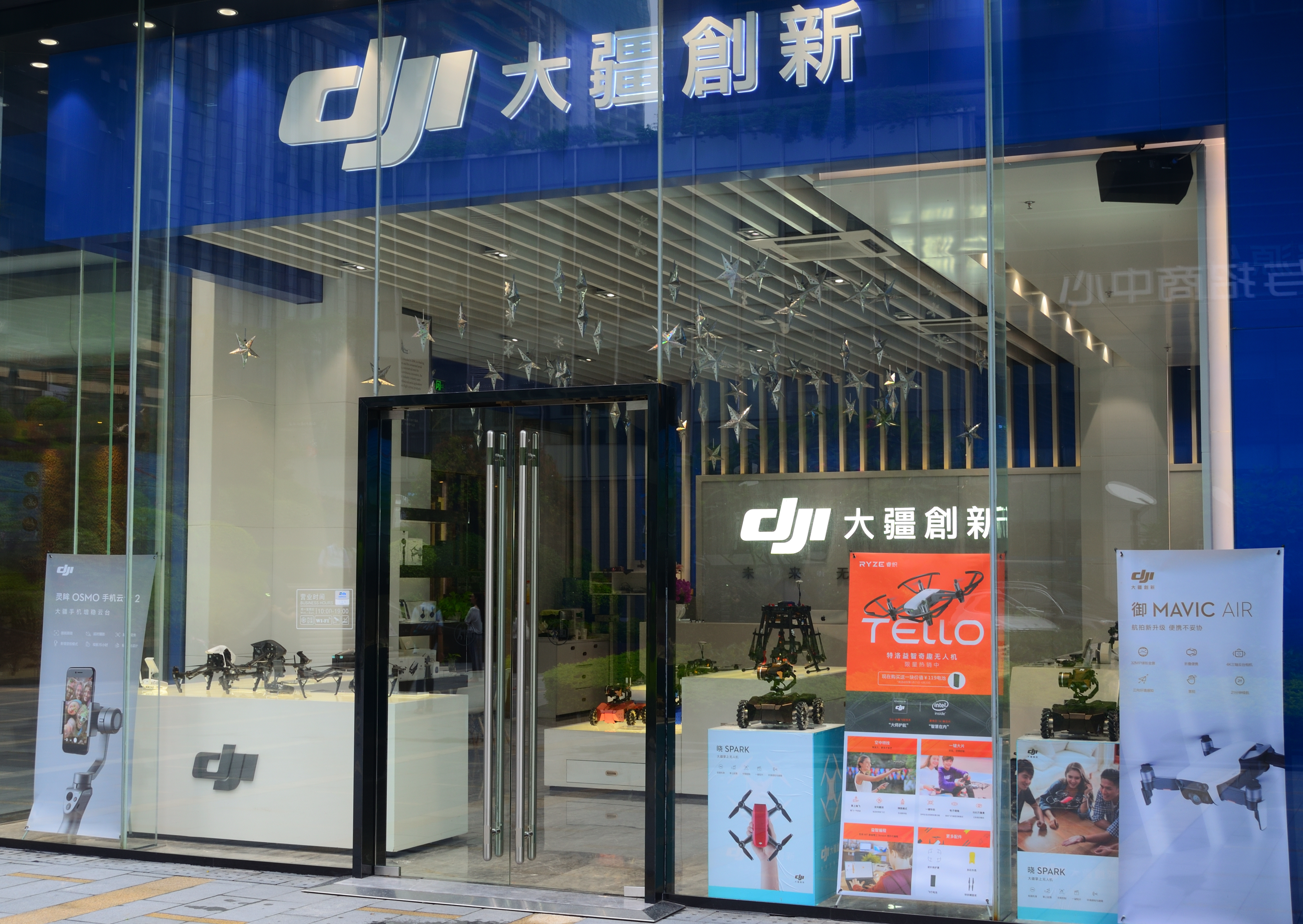
Loja DJI em Shenzhen, Guangdong

A empresa foi fundada em 2006 por Frank Wang (Wāng Tāo,汪滔). Nascido em Hangzhou, Zhejiang, iniciou os estudos universitários na Universidade de Ciência e Tecnologia de Hong Kong (HKUST) em 2003. Ele fez parte da equipe HKUST participando do ABU Robocon e ganhou o terceiro prêmio.
Wang construiu os primeiros protótipos em seu dormitório, vendendo os componentes de controle de voo para universidades e empresas elétricas chinesas. Ele usou os lucros para se mudar para o centro industrial de Shenzhen (considerado o Vale do Silício Chinês) e contratou uma pequena equipe em 2006. A empresa teve alta rotatividade entre os funcionários atribuídos à personalidade e expectativas perfeccionistas de Wang. A empresa vendia poucos componentes e contava com o apoio financeiro de Lu Di, amigo da família de Wang, que forneceu US$ 90.000 e administrou as finanças da empresa. Em 2009, componentes da empresa permitiram que uma equipe pilotasse com sucesso uma aeronave remotamente pilotada ao redor do pico do Monte Everest.
Em 2010, uma amiga de colégio de Wang, Swift Xie Jia, foi contratada para o marketing da empresa. A empresa passou a atender mais os entusiastas de drones em mercados fora da China. Em 2011, Wang conheceu Colin Guinn em uma feira e fundaram a DJI North America, subsidiária com foco em vendas de RPAs no mercado de massa. Em 2013, o primeiro modelo do Phantom foi lançado, uma aeronave básica de melhor usabilidade que outros do mercado na época.
O Phantom teve sucesso comercial, mas gerou conflito entre Guinn e Wang. No meio do ano, Wang ofereceu para comprar a parte de Guinn, que foi recusada. No final do ano, a DJI bloqueou os funcionários da subsidiária estadunidense de suas contas de e-mail no processo de encerramento das operações da subsidiária. Guinn processou a DJI e o caso foi resolvido fora do tribunal.
Em 2015, o Phantom 3 teve um sucesso maior em parte devido à adição de uma câmera de transmissão ao vivo integrada. A DJI era agora a maior empresa de RPAs de consumo do mundo, tirando muitos de seus concorrentes do mercado. 2015 também marcou o início da competição RoboMaster Robotics Competition da DJI (机甲大师赛), um torneio anual de robótica realizado no Shenzhen Bay Sports Center.
Em novembro de 2015, a DJI anunciou o estabelecimento de uma parceria estratégica com a Hasselblad adquirindo uma participação majoritária na empresa em janeiro de 2019.
Em 2017, ganhou o Prêmio Emmy de Tecnologia e Engenharia pela tecnologia de câmera aérea usada nas filmagens de vários programas de televisão, incluindo The Amazing Race, American Ninja Warrior, Better Call Saul e Game of Thrones. Wang se tornaria o bilionário de tecnologia mais jovem da Ásia neste ano e o primeiro bilionário de RPAs do mundo. Também em 2017 assinou um acordo de cooperação estratégica para fornecer aeronaves de vigilância para a polícia chinesa em Xinjiang.
Em 5 de junho de 2018, a Axon, fabricante de câmeras policiais e tasers, anunciou uma parceria com a DJI para vender aeronaves de vigilância a departamentos de polícia dos Estados Unidos. Em 2020 os produtos da DJI eram amplamente utilizados por polícias e bombeiros dos EUA.
Em janeiro de 2020, o Departamento do Interior dos Estados Unidos anunciou que retiraria de serviço cerca de 800 aeronaves que eram usadas para fins de monitoramento de infraestrutura e da vida selvagem. Em março de 2020, a DJI detinha 77% da participação no mercado estadunidense de RPAs de consumo, sem nenhuma outra empresa com mais de 4%.
Também em 2020, suas aeronaves foram usadas em muitos países ao redor do mundo para combater o Coronavírus. Na China são usados pela polícia para lembrar as pessoas de usarem máscaras. Em outros países, como Marrocos e Arábia Saudita, para desinfetar áreas urbanas e monitorar a temperatura humana para conter a propagação do vírus.

## Estrutura corporativa
Em 2018, a DJI levantou cerca de US$ 1 bilhão em fundos em preparação para um IPO previsto na Bolsa de Valores de Hong Kong e até julho de 2020 os rumores persistiam sem indicação de que viria. A empresa já havia levantado US$ 500 milhões em uma rodada de financiamento de investidores em 2015, incluindo a estatal New China Life Insurance, GIC e New Horizon Capital, esta última cofundada pelo filho do ex-primeiro ministro da China, Wen Jiabao.
Em 2023 a empresa conta com mais de 14.000 funcionários e 17 escritórios internacionalmente.

## Produtos

### Aeronaves Remotamente Pilotadas (RPAs)

#### Flame Wheel
A série Flame Wheel são aeronaves multirrotor para hobbistas, com o hexacóptero F550 e os quadricópteros F330 e F450.

#### Phantom

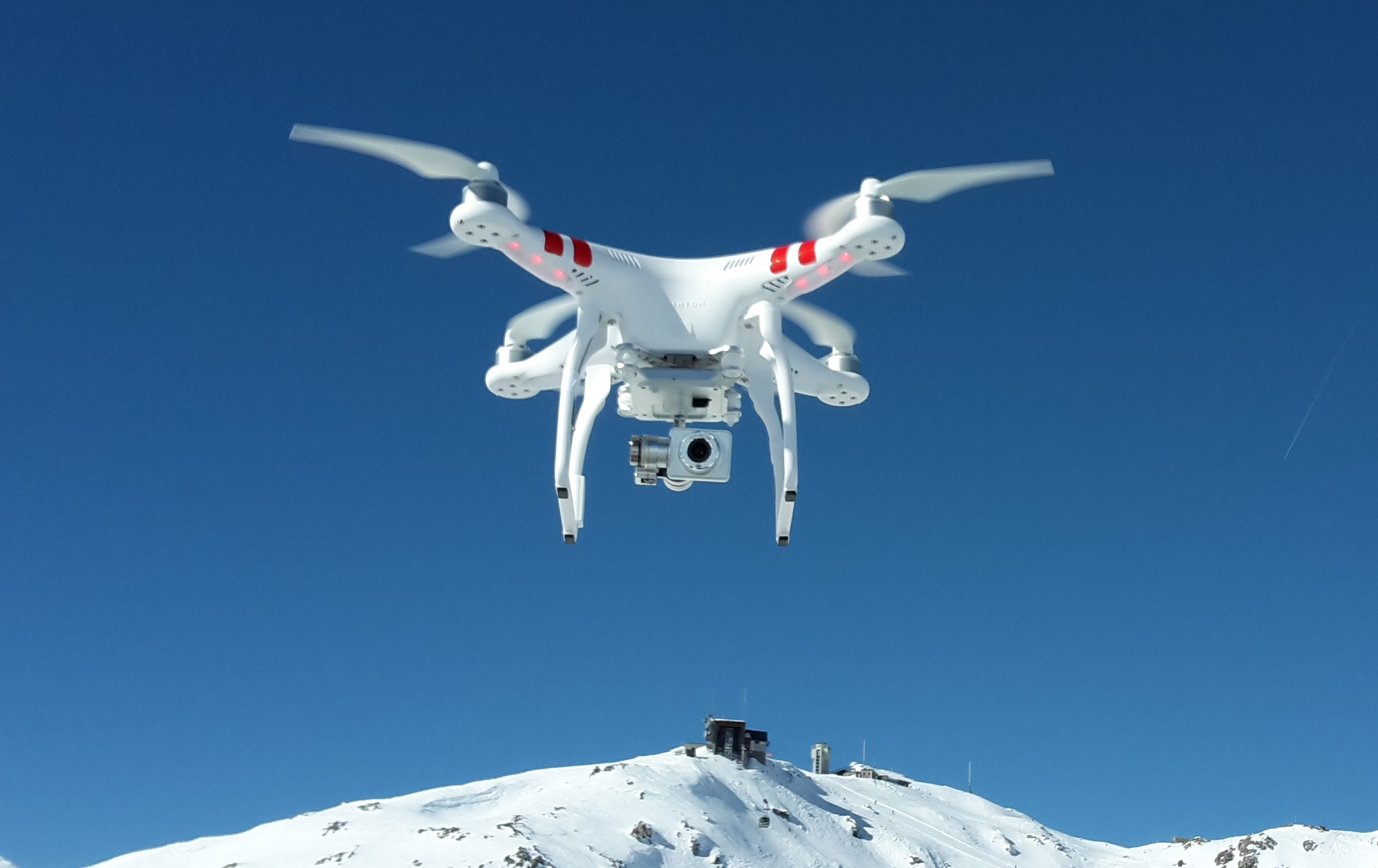
DJI Phantom 2 Vision+ V3.0

A série Phantom evoluiu para integrar a programação de voo com a câmera, conectividade Wi-Fi ou Lightbridge e o celular do piloto. São feitos para aplicações de cinematografia aérea e fotografia, bem como para uso recreativo. A versão mais atual é a Phantom 4 Pro 2.0.

#### Spark (fora de linha)
Lançado em maio de 2017, o Spark é leve (300 g), voa até 8 m de altura, possui uma câmera de 12 megapixels estabilizada mecanicamente por um gimbal de 2 eixos bem como uma câmera 3D infravermelha avançada que ajuda o equipamento a detectar obstáculos à sua frente. Além de um aplicativo para smartphone com controlador virtual, também é possível usar um controle físico (RPS). Atualmente encontra-se fora de linha, sendo substituído pelo Mini.

#### Mavic

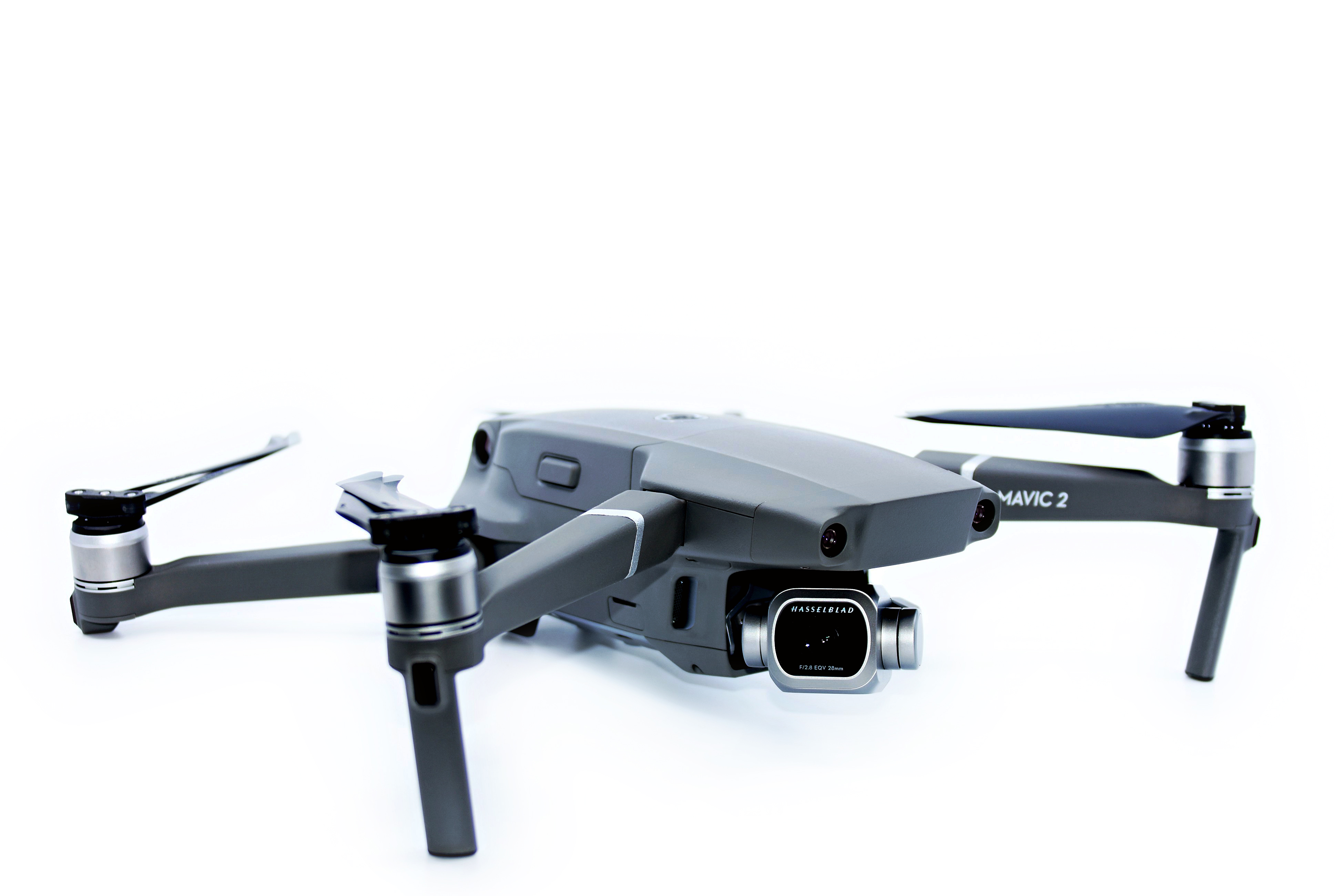
Mavic 2 Pro desdobrado

A série Mavic inclui os seguintes modelos: Mavic Pro, Mavic Pro Platinum, Mavic Air, Mavic Air 2, Air 2S, Mavic 2 Pro, Mavic 2 Zoom, Mavic 2 Enterprise, Mavic 2 Enterprise Advanced, Mavic 3, Mavic 3 Cine, Mavic Mini, Mini SE e Mini 2 e Mini 3 Pro. Começando no Mini 2, o prefixo Mavic foi retirado da maioria dos novos modelos, como o Air 2S e o Mini SE. O lançamento do Mavic Air 2 gerou polêmica já que um recurso de segurança importante, o AirSense (que gera sinalizações ADS-B), não estaria disponível em modelos fora dos Estados Unidos naquele momento. A culpa seria devido à consequências da pandemia de COVID-19.
As aeronaves DJI Mavic 3 e o Mavic 3 Cine foram lançadas em 4 de novembro de 2021. O Mavic 3 substituiu o Mavic 2 Pro e o Mavic 2 Zoom foi precificado para consumidores de alto poder aquisitivo e profissionais mais do que amadores. O Mavic 3 Enterprise e o Mavic 3 Thermal foram lançados em 27 de setembro de 2022 para substituir as aeronaves Phantom 4 RTK e Mavic 2 Enterprise Advanced nas atividades de pesquisa e prospecção, inspeção, segurança e resgate.

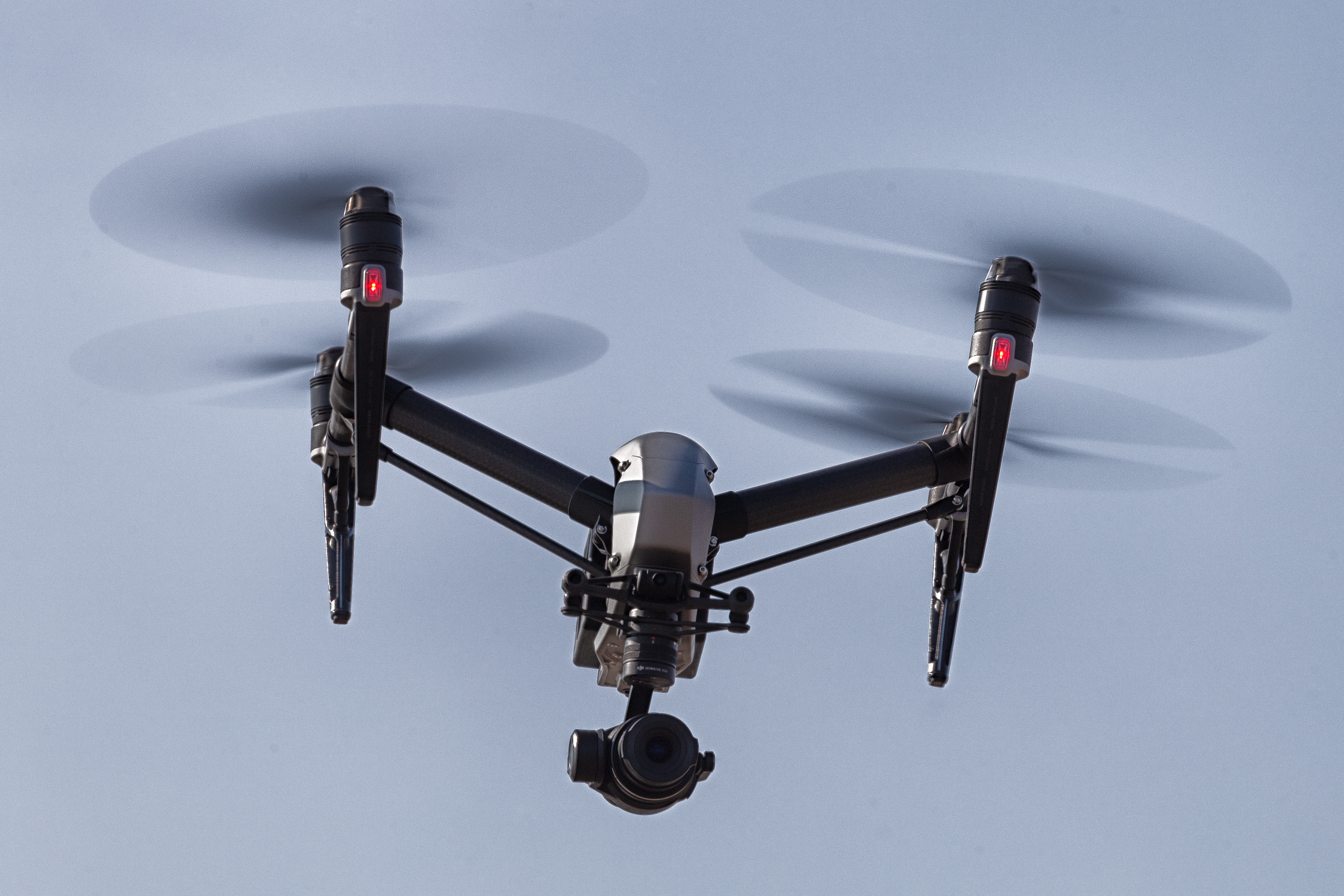
DJI Inspire 2

#### Inspire
A série Inspire, iniciada em 2017, é uma série profissional de quadricópteros de câmera com características voltadas para o mercado cinematográfico. Dentre as características se inclui a possibilidade de um controle dedicado à aeronave e outro à gimbal de filmagem, além da troca de lentes da câmera como numa câmera fotográfica.

#### Visão em Primeira Pessoa (FPV)
Em 2 de março de 2021, a empresa anunciou o lançamento do DJI FPV, um tipo híbrido completamente novo que combina a visão em primeira pessoa (FPV) e o desempenho de alta velocidade das aeronaves de corrida, a câmera cinematográfica e a confiabilidade das aeronaves tradicionais e um inovador controlador de movimento opcional que permite aos pilotos pilotar a aeronave apenas com movimentos de uma mão.

#### Controladores
Há controladores de mão são usados para controlar as aeronaves usando sistemas FPV, mas também pode-se ter um controlador (RPS) complementar ao que vem com as aeronaves para, por exemplo, executar o papel de piloto e copiloto, ou com características mais completas.

### RPAs industriais

#### Spreading Wings (fora de linha)
A série Spreading Wings é composta de RPAs industriais para fotografia aérea profissional, mapeamento 3D de alta definição, busca e resgate ultraleves e vigilância, baseados na câmera a bordo. A série está fora de linha, substiutuída pela Matrice.

#### Matrice

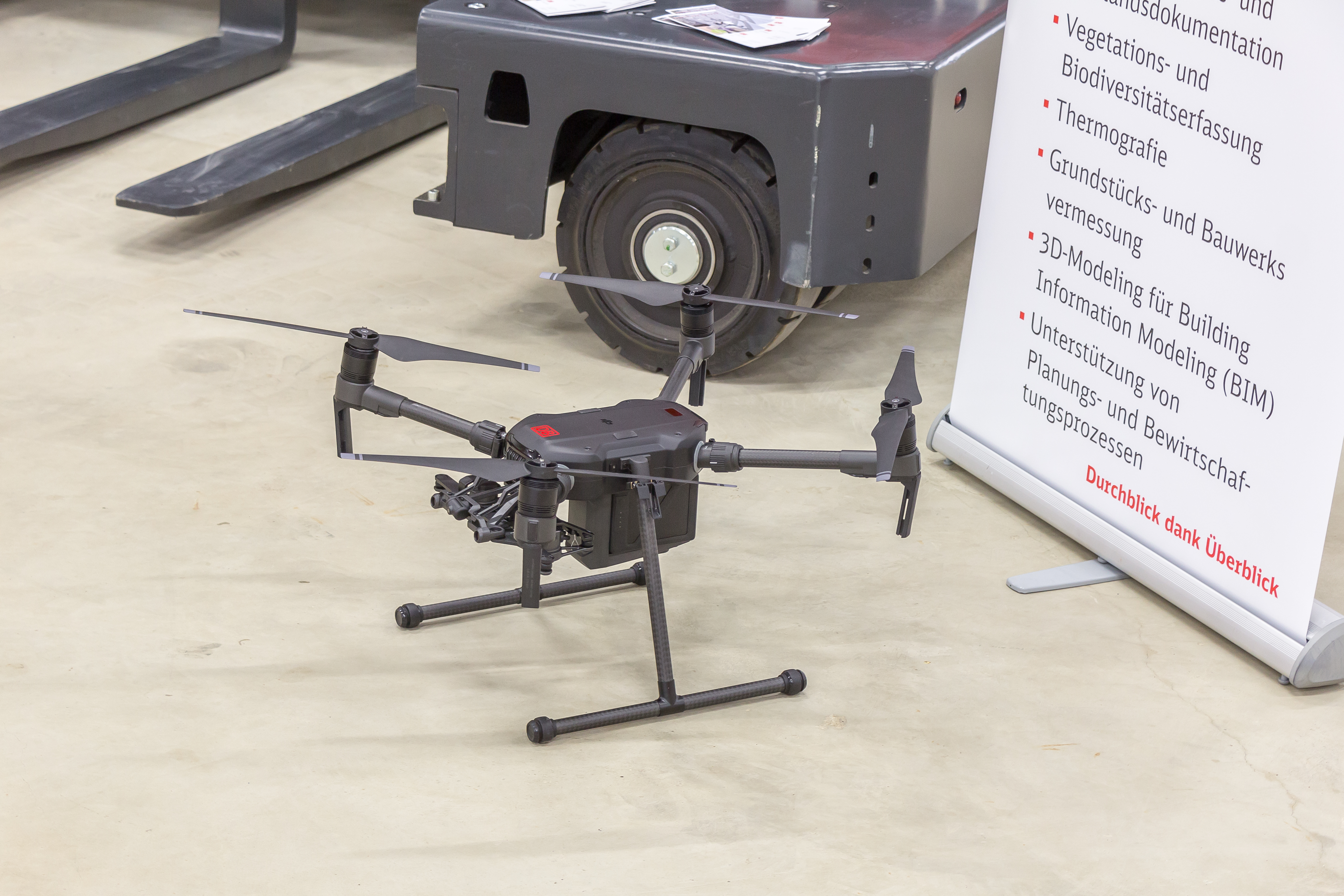
DJI Matrice 200 Series usado pela Deutsche Bahn

A série Matrice foi projetada para aplicações profissionais industriais, incluindo pesquisa e prospecção, inspeção, busca e salvamento e combate a incêndios. Os equipamentos costumam apresentar compartimento de expansão e portas de comunicação, permitindo aos desenvolvedores alterar e adicionar componentes (payloads) para diversas finalidades.

#### Agras
Agras é a série de aeronaves agrícolas da DJI com peso de decolagem considerando até 50 kg de carga útil (Agras T40), usadas para pulverizar plantações.

### Estabilizadores de câmeras

#### Ronin
O Ronin é uma plataforma de câmera autônoma posicionada no chão desenvolvida para vídeo e fotografia profissionais para a indústria cinematográfica. Usando três motores individuais, o Ronin se estabiliza quando movimentado com intensidade. O modelo DJI Ronin 4D conta também com a câmera.

#### Osmo
Osmo é uma filmadora desenvolvida pela DJI que usa um smartphone para visualizar as imagens da câmera e pode gravar em 4K e tirar fotos de 12 a 16 MP. Os modelos posteriores incluem o Osmo Pocket e o Osmo Action.
O Osmo mobile é somente um tripé e estabilizador que conta com a câmera do smartphone do usuário. Seu modelo mais recente é o Osmo Mobile 6.

### Equipamento FPV
A série DJI FPV consiste de monitores montados na cabeça projetados para voar aeronaves FPV. Existem duas linhas de produtos diferentes na série FPV: os DJI Goggles e o Sistema FPV Digital. Os primeiros foram projetados para uso com aeronaves da DJI com duas telas de cristal líquido, conectividade sem fio e controle direto de captura de fotos e vídeos. Em novembro de 2017, a DJI também lançou o DJI Goggles RE ("Racing Edition"), que apresentava compatibilidade com quadricópteros de corrida. O DJI Digital FPV System e o O3 Air Unit são produtos autônomos projetados para uso com outros fabricantes, incluindo outras aeronaves FPV personalizadas.

### Robôs educacionais

#### RoboMaster S1

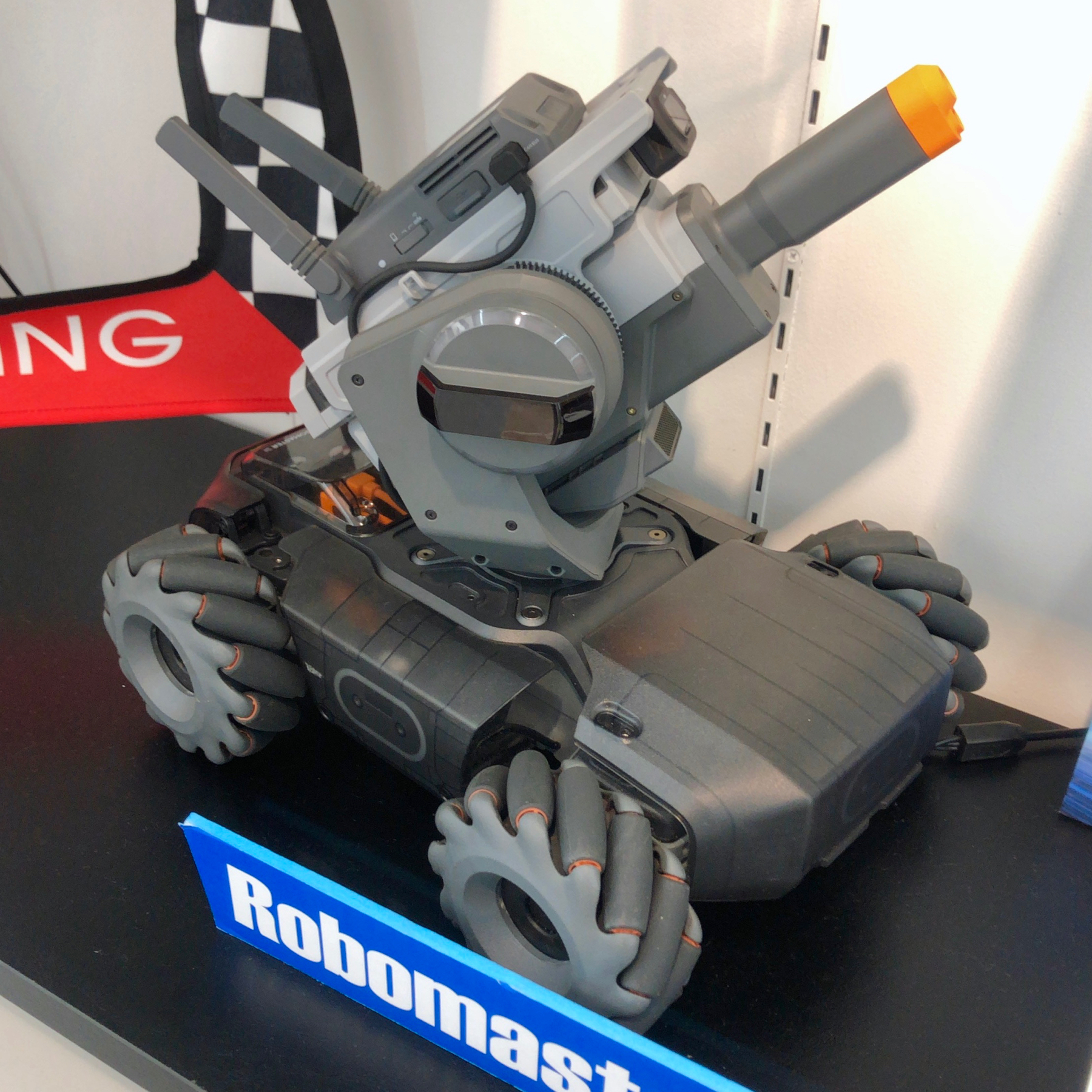
DJI RoboMaster S1

Em 11 de junho de 2019, a DJI apresentou o RoboMaster S1, seu primeiro veículo terrestre não-tripulado de consumo, nomeado em homenagem à competição anual de robótica RoboMaster da empresa, da qual agora é um mascote não oficial. O S1 é semelhante a um carro de combate controlado remotamente em visão em primeira pessoa via Wi-Fi e um aplicativo para dispositivos móveis Apple iOS ou Google Android. Projetado para ser um "robô educacional avançado", o usuário precisa montar o S1 a partir de peças soltas e aprender a programar sua funcionalidade de IA. As linguagens de programação Scratch e Python são as usadas pela DJI.

#### RoboMaster EP
DJI RoboMaster EP, lançado oficialmente em 9 de março de 2020, suporta mais de 20 sensores de terceiros e hardware de código aberto, como Micro Bit, Arduino e Raspberry Pi.

#### RoboMaster TT
O RoboMaster TT Tello Talent se trata de uma aeronave com recursos para aplicação educacional.